# 二分金
二分金（にぶきん）とは、江戸時代に流通した金貨の一種である。
金座および幕府関連資料に見られる正式名称は二分判（にぶばん）であり、「判」は金貨特有の呼称・美称であった。後世の天保8年（1837年）の一分銀発行以降は一分判も通俗的に「一分金」と称するようになり、同様に「二分金」という名称も普及するようになった。『金銀図録』および『大日本貨幣史』などの古銭書には二分判金（にぶばんきん）と記載しており、貨幣収集界ではこの名称もしばしば用いられる。

## 概要
形状は長方形短冊形である。表面には、上部に扇枠に五三の桐紋、中部に「二分」の文字、下部に五三の桐紋が刻印されている。裏面には「光次」の署名と花押が、種類によっては右上部に鋳造時期を示す年代印が刻印されている。
額面は2分であり、その貨幣価値は1/2両、また8朱に等しい。
一朱判、二朱判とともに 小判、一分判に対し一両あたりの含有金量が低く抑えられ、小判に対する臨時貨幣であり定位貨幣としての性格が強かった。
文政元年（1818年）に初めて発行され、明治維新後の明治2年（1869年）まで鋳造された。
なお、江戸時代初期鋳造の慶長二分判も存在するが、これは試鋳貨幣的存在であるとされる。また宝永小判は正徳小判発行後の享保15年正月15日（1730年3月3日）に再通用が認められた際二分判扱いとなった。
ちなみに万延二分判一両分（2枚）＝明治二分判一両分（2枚）＝（新通貨単位）一円金貨という、貨幣基準で新貨幣単位「円」が定められたといわれている。これは二分判2枚の含有金量および銀量の地金価値の合計が、米国の1ドル金貨の実質価値に近いことも関係していた。
日本銀行の所蔵品として、二分金200枚による包金である二分金百両包が現存している。

## 真文二分判

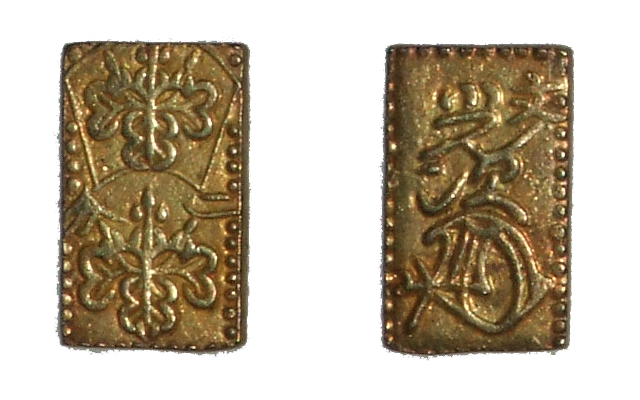
真文二分判

真文二分判（しんぶんにぶばん）は文政元年4月10日（1818年5月14日）から鋳造が始まり同年6月10日（7月12日）より通用開始された二分判で、裏には楷書体の「文」字が刻まれ、真字二分判（しんじにぶばん）とも呼ばれる。当時流通していた元文小判の1/2の量目であるが、品位が約14%低く出目獲得を目的とし、補助貨幣的な性格であったが、翌年発行された文政小判は真文二分判と同品位で量目が2倍であることから、文政小判発行を予告するものとなった。
二分判の発行は、80年以上に亘り流通し損傷が著しくなった元文小判を無料で引き換えるという名目でもあったが、真の目的は出目獲得にあった。
金座における鋳造手数料である分一金（ぶいちきん）は元文小判と同様に鋳造高1000両につき、手代10両、金座人10両2分、吹所棟梁4両3分であった。
通用停止は天保6年9月末（1835年11月19日）であった。

## 草文二分判

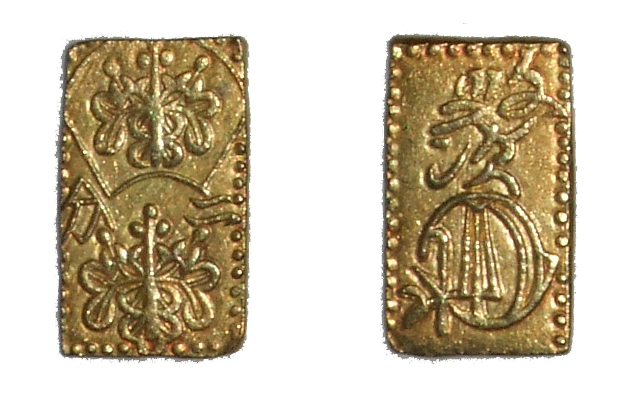
草文二分判

草文二分判（そうぶんにぶばん）は文政11年11月8日（1828年12月14日）鋳造開始、同年11月27日（1829年1月2日）通用開始と、真文二分判と同じ文政年間発行であり、量目も真文二分判と同等であるが、品位はさらに下げられた改鋳による出目獲得を目的としたものである。やはり裏面に「文」字が刻まれているが草書体となっているため、草字二分判（そうじにぶばん）とも呼ばれる。
分一金は真文二分判に同じである。
通用停止は天保13年8月2日（1842年9月6日）であった。あるいは同8月6日ともされる。

## 安政二分判

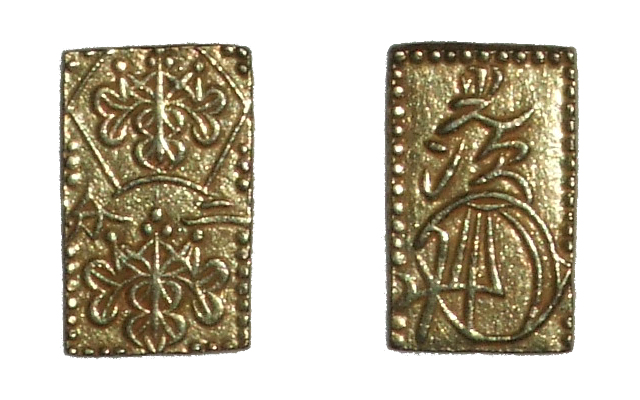
安政二分判

安政二分判（あんせいにぶばん）は安政3年6月2日（1856年7月3日）から鋳造が始まり、同年6月28日（7月29日）より通用開始された。量目は天保小判の1/2であるが、金品位は1/3強に過ぎず低品位金貨としては文政一朱判に次ぐものであり、改鋳による出目獲得を目的としたものである。年代印は打たれていない。
通用停止は慶応3年6月末（1867年7月30日）であった。

## 万延二分判

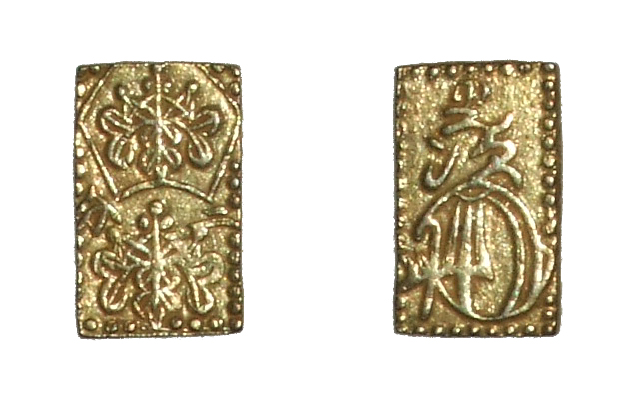
万延二分判（止め分/称明治二分金）

万延二分判（まんえんにぶばん）は万延元年4月9日（1860年5月29日）より鋳造開始され翌日4月10日（5月30日）より通用開始された。2枚の量目では同時に発行された万延小判を上回るが、含有金量では劣る名目貨幣で一両あたりの含有金量では江戸時代を通じて最低のものであった。発行高は万延小判をはるかに凌ぎ、金貨流通の主導権を握り、グレシャムの法則の作動により小判の流通は絶え、従来小判一両に対する商品価格が建てられていたものを有合建と称して二分判を基準として価格を設定せざるを得なくなった。勘定奉行の小栗忠順は幕府が慶應元年（1865年）に横須賀製鉄所の建設を計画した際、その建設費をこの二分判による改鋳利益で賄おうと企てたため、小栗二分金（おぐりにぶきん）とも呼ばれた。
払い出しは上方や東海道に対して重点的に行われ、全国的には行き渡っていなかったとされる。
通用停止は古金銀停止の明治7年9月末（1874年）であった。

## 貨幣司二分判
貨幣司二分判（かへいしにぶばん）は明治元年（1868年）明治新政府が金座を接収し、造幣局の開局までの経過措置として10か月の期間鋳造されたもので、明治二分判金（めいじにぶばんきん）とも呼ばれる。総鋳造量3,809,643両2分の内、608,000両はより金品位の低い劣位二分金との記録がある。金品位は初期は170匁位（金25.88%）で後に240匁位（金18.33%）に変更されたとされるが、造幣博物館に展示されている手本金では二百匁位（金22.00%）となっており、これが一般的とされる。さらに幕末から、財政難の各藩による偽造二分判が横行し、今日現存する銀台に鍍金したものがそれであると推定される。
通用停止は万延二分判と同じく明治7年9月末（1874年）であった。
収集界ではこれまで、表面の「二分」の「分」字の「止め分」を明治二分判金、「撥ね分」を万延二分判金としてきた。これは銀台金メッキのものは貨幣司による劣位二分判金と考えられ、これは「止め分」が多いからである。一方、造幣博物館に展示保存されている万延二分判の金品位の標準となる手本金は「止め分」であるが、「六箇之三」と記されており、他のものの現存が確認されていないことから決め手にならないとされてきた。しかし、これまで明治二分判金とされてきた「止め分」は圧倒的に現存数が多く、こちらが発行高が多い万延二分判であり、現存数の少ない「撥ね分」は貨幣司二分判（明治二分判金）であるとする方が整合するとの説が有力になりつつある。

## 一覧（鋳造開始・品位・量目・鋳造量）
| 名称             | 鋳造開始            | 規定品位 分析品位(造幣局)                            | 規定量目            | 鋳造量                           |
| ---------------- | ------------------- | ---------------------------------------------------- | ------------------- | -------------------------------- |
| 真文二分判       | 文政元年 （1818年） | 七十八匁位（金56.41%） 金56.29%/銀43.30%/雑0.41%     | 1.75匁 (6.56グラム) | 2,986,022両 （5,972,044枚）      |
| 草文二分判       | 文政11年 （1828年） | 九十匁位（金48.89%） 金48.92%/銀50.55%/雑0.53%       | 1.75匁 (6.56グラム) | 2,033,061両2分 （4,066,123枚）   |
| 安政二分判       | 安政3年 （1856年）  | 二百二十五匁位（金19.56%） 金20.30%/銀79.44%/雑0.26% | 1.5匁 (5.62グラム)  | 3,551,600両 （7,103,200枚）      |
| 万延二分判       | 万延元年 （1860年） | 二百匁位（金22.00%） 金22.82%/銀76.80%/雑0.38%       | 0.8匁 (3.00グラム)  | 46,898,932両2分 （93,797,865枚） |
| 貨幣司二分判     | 明治元年 （1868年） | 二百匁位（金22.00%） 金22.34%/銀77.40%/雑0.26%       | 0.8匁 (3.00グラム)  | 3,201,643両2分 （6,403,287枚）   |
| 貨幣司劣位二分判 | 明治元年 （1868年） | 二百四十匁位（金18.33%）                             | 0.8匁 (3.00グラム)  | 608,000両 （1,216,000枚）        |

## 地方貨幣
地方貨幣で二分の額面を持つ金貨としては、筑前二分金、秋田笹二分金がある。

## 二分の額面を持つ、または二分通用を想定した銀貨
江戸時代の金称呼定位銀貨には一分銀、二朱銀、一朱銀があるが、幕府の発行した貨幣としての「二分銀」は存在しない。ただ地方貨幣では、二分の額面を持つ、または二分通用を想定した銀貨として、秋田四匁封銀、秋田四匁六分銀判、会津二分銀判などが挙げられる。また試鋳貨幣としては小判型で銀主体ながら金が含まれている素材の「金含銀二分判」（「二分銀」の名称で紹介されることもある）がある。